# 我孫子五郎右衛門
我孫子 五郎右衛門（あびこ ごろうえもん）は、戦国時代の武将。

## 経歴
我孫子城城主と伝わる。1579年（天正7年）の手賀城の戦いで手賀城主手賀胤親が原胤栄勢の攻撃を受けると、柴崎城主荒木三河守、芝原城主河村出羽守、布佐城主豊島肥前守らの我孫子の諸将1,600余りと共に救援に赴き、原胤貞勢を背後から攻撃して撃破した。